# Mohamed Naoui
Mohamed Naoui ou (en arabe : محمد الناوي), né le 18 novembre 1918 à Casablanca au Maroc et mort le 18 mai 1998 dans la même ville, est un ancien footballeur marocain, qui évoluait au poste d'avant-centre. Il est notamment connu pour avoir été l'un des fondateurs du Raja Club Athletic.
Durant les années 1930, il fera partie des premiers joueurs marocains à évoluer à l'Union Sportive Marocaine, l'équipe la plus titrée de la Ligue du Maroc. En 1938, il effectue un bref séjour au Racing CF avant de rallier l'AS Bône en Algérie française pendant deux saisons qui sera suivi d'un court passage à l'USC Constantine. Il évolue ensuite pendant quatre ans avec le Wydad Athletic Club avant de retourner à l'Union sportive marocaine en août 1944. En 1947, il s'engage avec le club amateur Fath Casablanca qui jouait dans la Ligue libre du Maroc. En 1949, il joue, depuis Derb Sutan, un rôle actif dans la création du Raja Club Athletic où il occupera la fonction d'entraîneur-joueur jusqu'en 1953 et, d'entraîneur jusqu'en 1954 après avoir raccroché les crampons. En sélection, il est parmi les piliers de l'Équipe nationale d'empire chérifien entre 1934 et 1945 avec qui il remporte la Coupe Inter-ligues Maroc-Oranie en 1936.
Mohamed Naoui, reçoit sa licence en 1950 et devient l'entraîneur du Raja CA. Il est le sélectionneur de l'équipe nationale travailliste qui remporte, en 1956, le Tournoi Ferhat Hached organisé en Tunisie. De retour au pays, il est arrêté par les autorités françaises et emprisonné durant 48 heures après avoir participé à ce tournoi aux dimensions politiques. Après cet incident, il sera déchu de sa licence d'entraîneur. Mohamed Naoui marquera son nom comme un des joueurs emblématiques du football marocain au temps du Protectorat français. Il est le premier joueur à avoir joué au Wydad AC et Raja CA.

## Biographie

### Débuts
Mohamed Naoui voit le jour le 18 novembre 1918 dans le quartier de Benjdia à Casablanca. Sa famille déménagera quelque temps après à Derb Martinet (Derb Sultan), où Mohamed passera la plupart des années de son enfance.
Attaché à ses études, Mohamed obtient un brevet du Lycée technique de Casablanca ainsi qu'un diplôme de soudeur, tourneur, ajusteur, charpentier et fraiseur et travaille à la base militaire américaine de Nouaceur. Il était également très intéressé par la lecture des œuvres des intellectuels français.
Formé au football dans les rues de Casablanca, il fut repéré à l'âge de 14 ans par le nationaliste Hamidou El Watani qui le fait intégrer au Al Watan, un des plus anciens club de Derb Sultan. En 1932, Naoui rejoint les cadets du Racing de Casablanca. L'année suivante, il réalise de grandes performances au derby du championnat en inscrivant un quadruplé au titre d'un amical face à l'Union Sportive Marocaine.
Juste après le match, les dirigeants de l'USM, le club le plus titré au Maroc à l'époque du Protectorat français, décident de recruter Mohamed Naoui. Il fut donc le troisième joueur marocain, après Trembo et Hmida, à évoluer à l'USM qui comptait uniquement des footballeurs européens.

### Union Sportive Marocaine (1935-1938)
Mohamed Naoui débute donc sa carrière professionnelle avec l'Union Sportive Marocaine. Sa première titularisation avec l'équipe première des Coquistes était en 1934 avant de s'imposer comme l'un des principaux fers de lance de l'équipe.
Dès sa première année, il fait partie de l'effectif qui a remporté le Championnat d'Afrique du Nord face à l'Union sportive tunisienne. Pour le jeune attaquant, ce titre était l'occasion idéale pour s'imposer pleinement vu le départ de plusieurs piliers de l'équipe vers l'Europe.
En 1935, alors qu'il était âgé à peine de 17 ans, Mohamed gagna sa place de titulaire, aussi bien à l'USM qu'en équipe nationale coloniale. Durant cette année, le club remportera la Ligue du Maroc et la Coupe Gill,.
Avec l'arrivée de Larbi Ben Barek au club, Naoui et la Perle noire, qui avaient joué ensemble à Al Watan en 1931, formeront un excellent duo qui remporte alors un triplé historique de la Coupe de la ligue, la Coupe Gill et la Supercoupe de l'ULNAF en 1936.
La saison 1937-1938 était également pleine de succès: Naoui est champion du Maroc en remportant la Ligue, il sera aussi vainqueur de la Coupe Gill, après la victoire face au Sporting athlétique de Marrakech sur le score de 4-2. Ils atteignent également la finale du Championnat d'Afrique du Nord, disputée le 12 juin 1938 face à l'USM Bône d'Alger et perdue sur le score 3-1. Naoui et Ben Barek attirent très vite l'attention les dénicheurs de talents des clubs français. 

### Bref passage en France et transfert en Algérie (1938-1940)
À l'été 1938, Mohamed Naoui est transféré au Racing Club de Paris alors que Larbi Ben Barek rallie l'Olympique de Marseille. Une expérience qui ne durera pas longtemps en raison de la crainte du déclenchement imminent de la Seconde Guerre mondiale, la plupart des joueurs marocains évoluant en France auraient retourné au Maroc en attendant la fin du conflit.
Naoui quitte Paris pour rejoindre l'AS Bône en Algérie pendant deux saisons puis effectue un court passage à l'USC Constantine avant de retourner dans son pays.

### Passage au Wydad AC (1940-1944)
En 1940, Mohamed fait son retour à l'USM, mais le Père Jégo réussi à le convaincre de faire partie de la première formation de sa nouvelle équipe appelé Wydad AC qui l'a créé en 1939. Naoui accepte son offre et assiste aux premiers matchs du club à la Coupe de la guerre (un championnat temporaire qui s'est joué sous forme de critérium en raison de la Seconde Guerre mondiale).
En 1940, il remporte avec les rouges et blancs la Coupe Gill en battant son ancien club l'USM, trois buts à deux.
Naoui contribuera à la montée du club en première division en 1942 en étant l'auteur de l'unique but du Wydad dans le cadre du dernier match barrage l'opposant à l'Ittihad Ribati. L'année d'après, Naoui termina la saison en deuxième place au championnat et fut finaliste de la Coupe Gill 1943, après une défaite face à l'USM.
À la suite d'un malentendu, Mohamed Naoui, en compagnie des joueurs issus de Derb Sultan (Abdelkader Jalal, El Maati Daoudi et Abdelhak Kadmiri) quitteront le Wydad en 1944.

### Retour à l'USM (1944-1947)

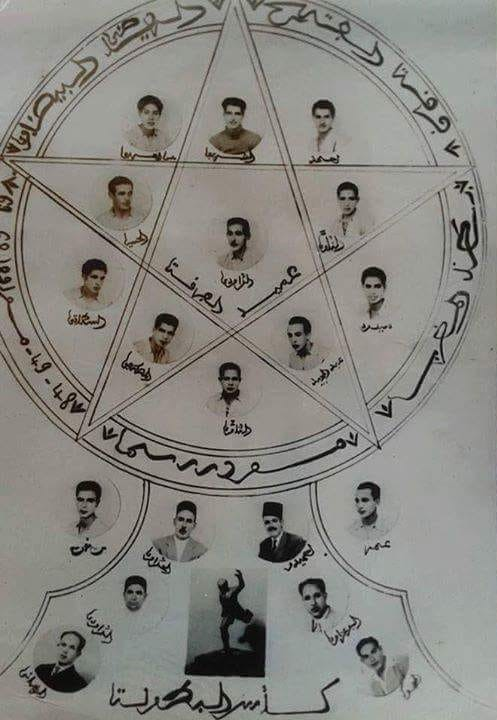
Le Fath Casablanca vainqueur du championnat libre 1948-49, Naoui est le premier des joueurs partant d'en bas

Au cours de la saison 1944-1945, Mohamed rejoindra finalement son club formateur de l'Union Sportive Marocaine avec lequel il confirma son statut de grand buteur en remportant plusieurs titres, d'abord champion du Maroc, vainqueur de la Coupe Gill et puis finaliste du Championnat d'Afrique du Nord en 1946. Il ajoute enfin à son palmarès le seul trophée manquant, la Coupe d'Afrique du Nord, remporté en 1947 face à l'Olympique d'Hussein-Dey sur le score de 2-1.
Entre 1945 et 1947, Mohamed Naoui joua aux côtés du gardien Assaban, de Lahcen Chicha, Omar Bugati, Bachir, Cortes et Guy Savery. Il se fait remarquer par un sens du but inné, axé sur un remarquable jeu de tête, et une puissante frappe de balle. Le FC Girondins de Bordeaux lui propose une offre mais il refusa de retourner en France pour des raisons familiales. Ce fut finalement son frère Abdellah Naoui qui endossa les couleurs des Girondins.

### Carrière en Ligue libre (1947-1949)
En 1947, Naoui va rejoindre en tant d'entraîneur-joueur le club du Fath Casablanca, créé par des nationalistes tels que Laâchfoubi El Bouazzaoui et Hamidou El Watani, une équipe de quartier qui comptait principalement des joueurs provenant de Derb Sultan, participant de façon annuelle aux compétitions organisés par la Ligue libre du Maroc et du Parti de l'Istiqlal, qui étaient opposés à la participation des clubs marocains aux compétitions organisées par la Ligue du Maroc de football Association, du fait de son affiliation à la Fédération française de football. Grâce à son expérience, Naoui permettra au club de remporter le championnat de la Ligue Libre lors de la saison 1948-49.

### Création du Raja Club Athletic (1949-1956)
Après ce sacre, les dirigeants décident de créer un nouveau club pour regrouper les meilleurs joueurs éparpillés dans les équipes amateurs de Derb Sultan, pour pouvoir concourir avec l'élite nationale en Ligue du Maroc. Pour préparer la création du club, les réunions se succédaient au café Al Watan, au café Bouya Saleh et au bureau de rédaction de contrats de Hajji Ben Abadji.

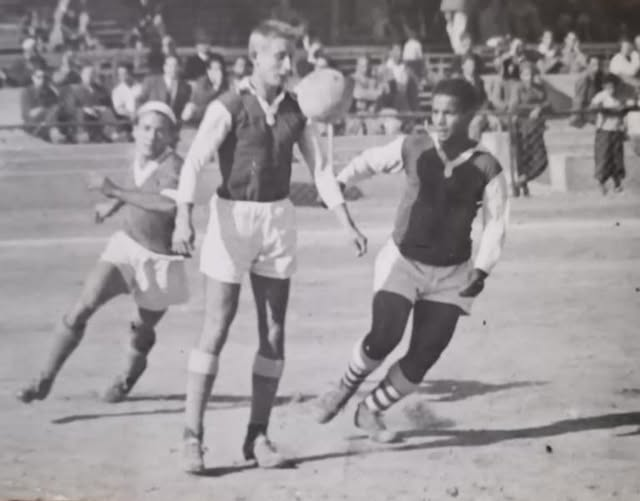
Naoui avec le Raja en championnat de promotion 1950-51 au Stade Philip

Le Raja Club Athletic voit officiellement le jour le 20 mars 1949 au café Bouya Saleh, n° 80 Rue des Abbassides à Derb Sultan. Mohamed Naoui est nommé au poste d'entraîneur-joueur. La première formation de l'histoire du club, sera essentiellement constituée par les joueurs du Fath, récemment vainqueurs de la Ligue libre. Du fait que le Raja CA n'a joué que des matchs amicaux depuis sa création jusqu'à son affiliation à la Ligue du Maroc de Football Association en 1950, Naoui porte les couleurs du club entre 1950 et 1953, et met un terme à sa carrière de joueur en 1953. Il continue cependant d'exercer sa fonction d'entraîneur jusqu'en 1954, avant qu'il se soit relayé par Abdelkader Jalal.

### Carrière d'entraîneur

#### USM et Fath Casablanca (1946-1949)
En parallèle avec sa carrière footballistique, Mohamed Naoui, à peine âgé de 28 ans, commence à préparer son diplôme d'entraîneur.
En 1946, on lui attribue la fonction d'entraîneur de l'équipe réserve de l'Union Sportive Marocaine en intérim. Et c'est à partir de cette équipe qu'il constituera par la suite l'ossature du Fath Casablanca. Il prendra en charge la section football de ce club dans la Ligue Libre et la Coupe du Trône.

#### Raja Club Athletic (1949-1953)
Le 15 juillet 1950, Mohamed Naoui reçoit sa licence d'entraîneur de la part de la Ligue du Maroc et devient le premier entraîneur de l'histoire du Raja. Entre 1950 et 1952, il participera avec le club dans le Championnat promotion (Zone Chaouia), et réussi la montée en Ligue du Maroc (pré-honneur), équivalente de la deuxième division, durant la saison 1951-1952. Au terme de la saison 1952-1953, Naoui ne parviendra pas à monter avec le club en première division, et fut remplacé par Abdelkader Jalal. Cependant, il continuera d'honorer sa mission de direction technique au sein du club jusqu'en 1956.

## Carrière internationale

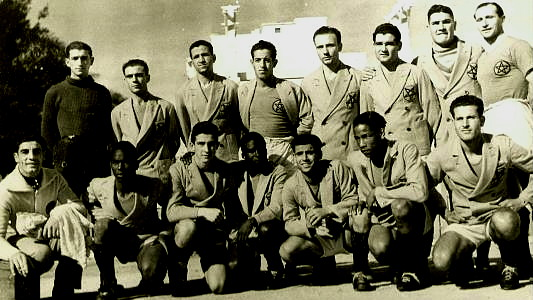
La sélection régionale du Maroc en 1942

### Joueur
Considéré comme un des meilleurs buteurs de la Ligue du Maroc aux années 1930 et 1940, Naoui a marqué de son empreinte l'une des plus glorieuses pages de l'histoire de l'Union Sportive Marocaine avec lequel il remportera 11 titres officiels et plusieurs trophées amicales. Ce qui lui a permis d'être parmi les piliers de l'Équipe du Maroc coloniale entre 1934 et 1945. Il remporte avec cette sélection la Coupe Inter-ligues Maroc-Oranie en 1936.

### Entraîneur
À la suite de la création de l'Union marocaine du travail en 1956, la première sélection marocaine de football est créée sous le nom de l'équipe nationale travailliste, qui était constitué uniquement d'éléments marocains évoluant au Championnat du Maroc 1956-1957. En 1957, cette équipe participera, sous la houlette de Mohamed Naoui, au Tournoi Ferhat Hached, en Tunisie, un tournoi qui défendait des causes syndicalistes. Les marocains s'adjugent la compétition en battant en finale l'équipe hôte de l'Espérance sportive de Tunis. De retour, une fois à l'aéroport, Naoui sera arrêté et emprisonné durant 48 heures par les autorités françaises, sous prétexte d'avoir participer à ce tournoi aux dimensions politiques. Après cet incident, Mohamed sera déchu de sa licence d'entraîneur.

## Palmarès

### En tant que joueur
| US Marocaine | Wydad AC | Raja CA                                               | Fath Casablanca                                       | Équipe nationale                                                            |
| --- | --- | ----------------------------------------------------- | ----------------------------------------------------- | --------------------------------------------------------------------------- |
| - Botola (Division Honneur) (3) - Champion: 1935 , 1938 et 1946 - Vice Champion: 1936 - Coupe du Trône (1) - Vainqueur: 1936 - Supercoupe du Maroc (4) - Vainqueur: 1935, 1936, 1938 et 1945 - Finaliste: 1946 - Ligue des champions de l'ULNAF (1) - Vainqueur: 1934 - Finaliste: 1938 et 1946 - Coupe des vainqueurs de l'ULNAF (1) - Vainqueur: 1947 - Finaliste: 1934 et 1935 - Supercoupe de l'ULNAF (1) - Vainqueur: 1935-36 Compétitions amicales : - Tournoi de Noël (1) - Vainqueur: 1937 - Tournoi de Sixte (1) - Vainqueur: 1947 - Tournoi d'Alger (1) - Vainqueur: 1945 | - Botola (Division Honneur) - Vice-champion: 1940, 1943 - Troisième: 1941 - Botola - Équipes Réserves (Division Honneur) (1) - Champion: 1940 - Botola du Chaouia - Équipes Réserves (1) - Champion: 1940 - Botola (Division Pré-honneur) (1) - Champion: 1941/42 - Botola Promotion (Groupe Centre) (1) - Champion: 1941/42 - Supercoupe du Maroc (1) - Vainqueur: 1940 - Finaliste: 1943 Compétitions amicales : - Tournoi Fête Aïd-Seghir (1) - Vainqueur: 1941 - Tournoi Fête Mouloud (1) - Vainqueur: 1941 - Tournoi Fête du Trône (1) - Vainqueur: 1941 - Tournoi Internationale Nouvel-An (1) - Vainqueur: 1944 - Tournoi Internationale de Noël (1) - Vainqueur: 1944 | - Botola (Première Division) - Vice-champion: 1952/53 | - Championnat libre du Maroc (1) - Vainqueur: 1948/49 | - Inter-Ligues Maroc-Oranie (1) - Vainqueur: 1936 - Finaliste: 1935 et 1938 |

### En tant qu'entraîneur
| Équipe corporative                          |
| ------------------------------------------- |
| Tournoi Ferhat Hachad (1) - Vainqueur: 1956 |